# Elm (szczyt)
Elm – szczyt w paśmie Totes Gebirge, części Północnych Alp Wapiennych. Leży w Austrii w kraju związkowym Styria. Szczyt można zdobyć ze schroniska Pühringer Hütte (1637 m).